# As Valkírias
As Valkírias (publicado em Portugal desde a 2ª edição sob o título As Valquírias) é um livro de Paulo Coelho, publicado em 1992.

## Sinopse
Em 1988, Paulo Coelho e sua mulher, a artista plástica Christina Oiticica, passaram quarenta dias no deserto do Mojave, em busca de uma das mais importantes experiências místicas do ser humano - a conversa com o Anjo da Guarda. As armadilhas do deserto, o processo mágico da canalização, os conflitos do casamento,  o surpreendente encontro com mulheres que já tinham visto seus anjos  - tudo isto faz de 'As Valkírias' um livro dirigido àqueles que estão procurando sua espiritualidade.

Valkírias são mitos de deidades que seduzem os guerreiros para a guerra, destinam os que irão morrer e os leva ao castelo de Odin. Outra versão, mais moderna, do mito representa-as como na forma humana de mulheres sedutoras. É neste paralelo de mulheres sedutoras e perigosas, que podem te matar, mas que também podem te levar ao caminho espiritual, que o Paulo Coelho desenvolve essa história verídica. Aqui as Valkírias são representadas tanto pelo grupo de personagens com o mesmo nome, como também em coisas imperceptíveis, como o próprio cenário. O Deserto, que o levaria ao caminho espiritual do anjo, é o mesmo que quase o mata, juntamente com sua esposa, e que por tantas outras vezes foi sedutor e perigoso.
O livro, embora muito diferente, trata do mesmo tema de O Alquimista. A busca espiritual.
A motivação para essa experiência no deserto veio dos estudos de Paulo Coelho sobre o mago Aleister Crowley, que realizou a mesma experiência com sua esposa no Egito para escrever o Livro da Lei. O encontro com o Anjo da Guarda é uma das experiências mais importantes para um Thelemita, e Paulo Coelho foi associado a essa sociedade no passado.